# Giambattista Bazzoni
Giambattista Bazzoni (Novara, 12 febbraio 1803 – Milano, 9 ottobre 1850) è stato uno scrittore e patriota italiano.

## Biografia
Nato da una famiglia di notabili originari di Milano, frequentò il liceo S.Alessandro di Milano, dove insegnavano importanti intellettuali milanesi dell'epoca, come Giovanni Battista De Cristoforis, noto studioso di storia per il quale nutrirà una profonda ammirazione. Ancora tredicenne si diede alla lettura di numerosi classici della letteratura italiana, manifestando una certa affinità con il Tasso e l'Ariosto.
A partire dal 1821, dietro insistenze del padre notaio a seguire la tradizione di famiglia, iniziò gli studi legali all'Università di Pavia, dove si laureò in Legge il 12 settembre 1825. Il suo praticantato presso lo studio notarile dell'avvocato Dell'Acqua fu importante non tanto per la sua nuova attività professionale ma piuttosto per la sua formazione intellettuale, visto che, non solo lo studio era frequentato da numerosi importanti letterati dell'epoca, ma anche perché al giovane Bazzoni fu possibile consultare la numerosa e fornitissima biblioteca del suo datore di lavoro.
Nel 1826 Bazzoni scrisse il suo primo romanzo storico Il castello di Trezzo, sulle orme dello stile di Walter Scott, e nello stesso anno ottenne l'abilitazione per l'insegnamento. Nel 1827 venne nominato ascoltante per il Tribunale mercantile e di cambio e vide la pubblicazione del suo romanzo da parte dell'Editore Stella, dopo che lo stesso romanzo era apparso a puntate nella rivista Nuovo Ricoglitore.
Nel 1829 Bazzoni pubblicò il suo nuovo romanzo Falco della Rupe o la Guerra di Musso che riscosse un notevole successo. Nel 1830 venne assegnato al Tribunale Criminale presieduto da Paride Zajotti, magistrato inflessibile nonché letterato, acerrimo nemico delle istanze risorgimentali in politica e delle novità stilistiche e concettuali introdotte dal romanzo storico.
Nel frattempo anche il suo primo romanzo, Il castello di Trezzo inizia a riscuotere un notevole successo di pubblico e di critica, facendo guadagnare al Bazzoni l'ingresso ai più importanti salotti culturali milanesi, primo fra tutti quello del suo caro amico e poeta Andrea Maffei e di sua moglie Clara Carrara Spinelli. Il Salotto Maffei è uno dei più importanti centri culturali e artistici di Milano, e grazie alla sua ospitalità Bazzoni potrà fare la conoscenza di molti intellettuali ed artisti, come Honoré de Balzac, con il quale mantenne una amicizia epistolare, Tommaso Grossi, Massimo d'Azeglio e il pittore Francesco Hayez, che curerà alcune stampe per le edizioni dei romanzi dello scrittore.
Il 27 dicembre 1831 Bazzoni supera brillantemente gli esami per diventare magistrato, e si vedrà costretto ad abbandonare Milano per motivi di servizio, trasferendosi prima a Gallarate e poi a Bergamo. È questo suo esilio forzato dalla sua amata Milano a segnare un periodo molto sofferto non solo dal punto di vista personale ma anche artistico; quest'ultima fase discendente si materializza nella stesura del romanzo Celeste degli Spadari, accolto molto freddamente dalla critica. In merito al romanzo, Giuseppe Rovani così descrive l'opera:
(Giuseppe Rovani, Le tre arti)
Tuttavia sia questa opera che la successiva raccolta di Racconti storici: Ingelinda o La Suora Benedettina; Il Bravo e la Dama (Scena Storica); Adelberta Boniprandi (Episodio della Storia Novarese); Macaruffo Venturiero o La Corte del Duca Filippo Maria Visconti; Il Bacio Fatale; Le Nozze al Castello (Scene feudali); Il Sotterraneo di Porta Nuova. del 1832 ebbero un grande successo di pubblico tanto da necessitare, quest'ultima, di una seconda edizione con l'aggiunta di nuove novelle. Durante la sua lontananza da Milano Bazzoni si dedicò alla ricerca storica e all'attività di traduzione.
Nel 1835 venne richiamato a Milano come attuario per il Tribunale Criminale. Nel 1839 dà alla luce la seconda edizione dei Racconti storici, alla fine dello stesso anno viene nominato segretario e protocollista per il Tribunale Commerciale. Nel 1840 verrà nominato pretore aggiunto manifestando grandi qualità di mediatore fra le istanze di repressione del governo austriaco e quelle dei patrioti italiani, nella schiera dei quali si trovano molti dei suoi amici.
Nel 1843 Bazzoni si candidò come Segretario per la Regia Accademia delle Belle Arti di Milano. Sempre nello stesso anno Bazzoni compie un lungo viaggio in Austria.
Nel 1844 Bazzoni pubblica il saggio Da Napoli a Procida, dove raccoglie le sue memorie di viaggio raccolte durante il suo soggiorno a Napoli compiuto cinque anni prima, e che avrebbero dovuto essere materiale per un'opera successiva dal Passeggiate in Italia, con l'intento da parte dell'autore di svincolarsi dal suo ruolo di romanziere per vestire i panni di saggista.
Nel 1845 Bazzoni pubblicò l'ultimo suo romanzo dal titolo Zaganella o la Pitocca del Cinquecento con il quale si confrontò con la sua conoscenza del dialetto fiorentino e dove si manifestano appieno le influenze del romanzo storico di Hugo.
Nel 1846 venne nominato protocollista per il Tribunale Civile di Milano e nel maggio del 1847 il governo del Regno Lombardo-Veneto lo nominò giudice sussidiario sempre del Tribunale Civile. Con l'avvento dei moti del 1848 Bazzoni subì una profonda crisi di coscienza, se fino ad allora, infatti, si era dimostrato un solerte ufficiale leale al governo austriaco, da questo momento lo scrittore decise di aderire ai moti indipendentisti. Dopo l'avvento delle Cinque giornate di Milano, il Governo provvisorio guidato dal conte Gabrio Casati lo nomina Presidente della Commissione provvisoria penale. Tuttavia Bazzoni rifiuta l'incarico, ma accetta di collaborare con il governo provvisorio assumendo la carica di Consigliere del Tribunale Criminale.
Il 15 aprile 1848 Bazzoni viene incaricato di far parte della commissione appositamente creata per decidere sulla sorte degli ufficiali della polizia al servizio del governo austriaco che erano stati arrestati durante i moti insurrezionali. Bazzoni guadagnò a tal punto autorità nella questione che ebbe in seguito anche l'incarico di presiedere ai processi contro i tumulti scoppiati il 29 maggio 1848 all'indomani del plebiscito per l'annessione del Lombardo-Veneto al regno Sabaudo. Anche in questo frangente, grazie alla grande capacità di mediazione del Bazzoni e alla sua moderazione, tutti i processati vennero prosciolti, guadagnandosi così il plauso e la pubblica ammirazione di Carlo Cattaneo.

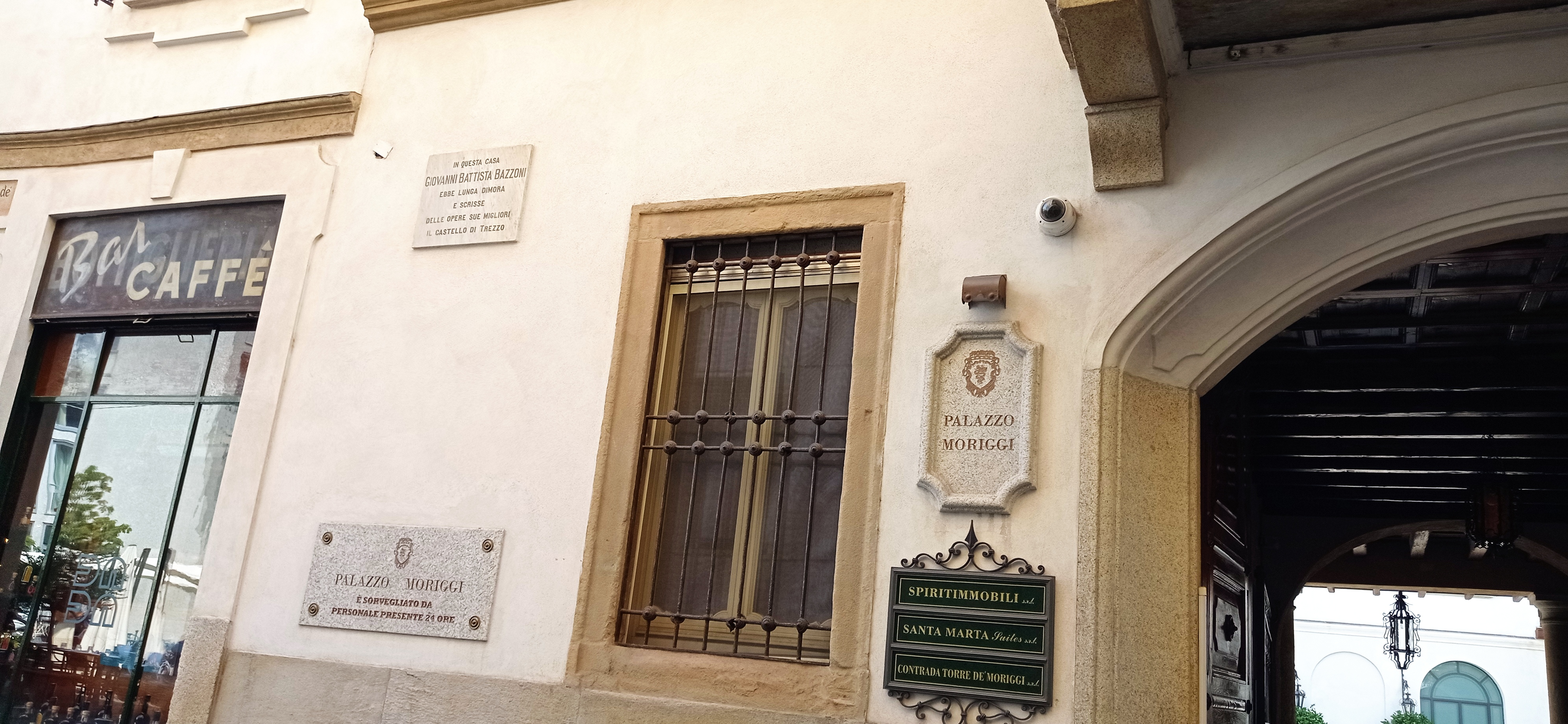
Milano, Memoria di Bazzoni sulla sua casa in via Morigi 8

Dopo il rientro degli austriaci a Milano Bazzoni si recò a Genova, e in seguito in Francia per incontrare a Marsiglia e Parigi alcuni esuli italiani. Di ritorno a Milano non partecipa alla seconda fase della prima guerra di indipendenza e si rifiuta tuttavia di fuggire esule nel Regno di Savoia. Rimasto nella sua Milano ancora una volta in mano agli Austriaci, Bazzoni, viene reintegrato nelle sue mansioni nonostante la sua partecipazione ai moti del 1848. In questo stesso periodo stringe amicizia con Carlo Tenca.
Bazzoni muore a Milano per una polmonite fulminante il 9 ottobre 1850 lasciando incompiuti numerosi scritti, parte dei quali vengono pubblicati postumi nel 1906.
Nel 2009 per le Edizioni dell'Orso di Alessandria, esce a cura di Gabriele Federici, il diario di viaggio inedito Da Milano a Napoli, interessante testo steso dallo scrittore nel 1839.

## Opere
- Il castello di Trezzo, Milano, Stella, 1827.
- Falco della Rupe o la Guerra di Musso, Milano, Stella, 1829.
- La Bella Celeste degli Spadari. Cronachetta milanese del 1666, Torino, Carlo Schiepatti, 1830.
- Racconti storici, Milano, Omobono Manini, 1832.
- Racconti storici di Giambattista Bazzoni. Nuovo volume, Milano, Omobono Manini, 1839.
- I Guelfi dell'imagna o Il castello di Clanezzo : racconto storico, Milano, Tip. Manini, 1841.
- Zagranella o una pitocca del Cinquecento, Milano, Pirotta e C., 1845.